# Ruth Guldbæk
Elly Ruth Guldbæk Degerbøl f. Guldbæk Jensen (1. december 1919 i Frederikshavn – 14. august 2006 i København) var en dansk operasangerinde.
Debut på Det kgl. Teater i 1947 som Zerlina i Mozarts Don Giovanni. Hendes lyrisk sopranstemme foldede sig ud i roller som Susanna i Mozarts Figaros Bryllup, Pamina i Mozarts Tryllefløjten og Musetta i Puccinis La Boheme. Optrådte i 1951, 52 og 54 på Covent Garden i London som Sophie i Richard Strauss' Rosenkavaleren. Kongelig kammersangerinde i 1955.